# Politologia
Politologia, nauki polityczne, nauki o polityce, nauka o polityce (z gr. πολιτικά politiká „sprawy miasta, państwa”[1] od πόλις polis – „miasto-państwo” oraz λόγος, logos, „rozum, słowo, myśl”; ang. political science, fr. sciences politiques) – nauka społeczna zajmująca się badaniem zjawisk politycznych, poprzez ich opis i wyjaśnianie.
Zjawiska polityczne są efektem kształtowania się podmiotów aspirujących do działalności związanej ze sprawowaniem władzy w państwie, z czym wiąże się funkcjonowanie jego wewnętrznego systemu rządzenia i utrzymanie stosunków z innymi państwami oraz międzynarodowymi organizacjami politycznymi.
Najważniejsze pojęcia i tym samym zjawiska polityczne badane w ramach politologii jako dyscypliny nauki to: państwo, władza polityczna, konflikt polityczny, porządek polityczny, system polityczny, prawo, dynastia, partia polityczna, mobilizacja polityczna, ideologia polityczna, interesy polityczne. Polityka - najczęściej przywoływane zjawisko polityczne - jako swoista forma działalności zbiorowości ludzkich jest tylko jednym ze zjawisk politycznych.
Nauki polityczne mają przede wszystkim znaczenie teoretyczne, przyczyniając się do rozwoju nauki w swej dziedzinie i w dziedzinach pokrewnych. Mają jednak także znaczenie praktyczne, dostarczając analiz zarówno rządzącym, jak i rządzonym. Politolodzy pełnią wtedy funkcję ekspertów, doradzając rządom i partiom politycznym.
W Polsce długo istniało rozróżnienie na nauki polityczne (zajmujące się polityką), takie jak nauka o państwie, ekonomia polityczna, historia polityczna, historia myśli społecznej, socjologia stosunków politycznych, polityka społeczna, geografia polityczna oraz na naukę o polityce.
Badania nauk politycznych mają charakter interdyscyplinarny i widoczne jest w nich nastawienie na integrację z innymi dyscyplinami, przede wszystkim z filozofią, socjologią, psychologią i prawem.

## Teorie politologii
Behawioralizm – „Behawioralizm jest szkołą myślenia w politologii, która podkreśla badanie raczej jednostek i grup społecznych niż instytucji. Skupia się bardziej na wyborcach niż wyborach, parlamentarzystach niż parlamentach, sędziach niż sądach. Głównym celem jest odkrycie naukowych prawidłowości w zakresie postaw i zachowań politycznych”.
Instytucjonalizm – „Punktem wyjścia analizy instytucjonalnej jest to, że stanowiska w organizacjach mają większe znaczenie, niż ludzie, którzy je zajmują. Założenie to umożliwia nam dyskutowanie raczej o prezydenturze niż prezydentach, parlamencie niż parlamentarzystach, sądownictwie niż sądach. Zatem zdolność instytucji do wpływania na zachowania swoich uczestników oznacza, że politologia, tak jak inne nauki społeczne, jest czymś więcej niż odłamem psychologii”.
Teoria racjonalnego wyboru – „Dla teoretyków racjonalnego wyboru, historia i kultura są nieistotne do zrozumienia zachowań politycznych; istotne jest poznanie interesów aktorów i przyjęcie, że realizują je racjonalnie”.

## Studia politologiczne
W Polsce prowadzone są studia politologiczne na następujących kierunkach:
- politologia
- stosunki międzynarodowe
- polityka społeczna
- europeistyka
- bezpieczeństwo narodowe
- bezpieczeństwo wewnętrzne
- dziennikarstwo i komunikacja społeczna
- zarządzanie migracjami.

Niektóre uczelnie łączą te kierunki lub je uszczegółowiają (na przykład europeistyka wschodnioeuropejska). Jako specjalizacja występuje między innymi marketing polityczny.

## Problemy badawcze
Jedną z najbardziej znanych prób określenia, czym zajmują się nauki polityczne, jest lista głównych zagadnień tej nauki, sporządzona przez ekspertów zebranych przez UNESCO w 1948 w Paryżu:
- Ogólna teoria polityczna
  - teoria polityczna
  - historia myśli politycznej
- Instytucje polityczne
  - konstytucja
  - władza centralna
  - władza regionalna i lokalna
  - administracja publiczna
  - funkcje ekonomiczne i społeczne rządu
  - instytucje polityczne porównawcze
- Partie, grupy i opinia publiczna
  - partie polityczne
  - grupy i stowarzyszenia
  - udział obywateli w zarządzaniu
  - opinia publiczna
- Stosunki międzynarodowe
  - polityka międzynarodowa
  - organizacje międzynarodowe
  - prawo międzynarodowe

W polskiej literaturze przyjmuje się podział na pięć działów nauki o polityce:
- teoria polityki
- systemy polityczne oraz ich funkcjonowanie
- ruchy i doktryny polityczne (historia i współczesność)
- współczesne stosunki międzynarodowe
- polityki szczegółowe, na przykład polityka gospodarcza, polityka społeczna, polityka ekologiczna i inne

## Historia politologii
Kolebką rozważań nad polityką jest starożytna Grecja; zajmowali się nimi najwięksi filozofowie, między innymi Demokryt z Abdery, opowiadający się za demokratyczną formą rządów, Platon, będący teoretykiem państwa idealnego, czy Arystoteles, który zwracał uwagę na konieczność lawirowania pomiędzy sprzecznymi interesami różnych grup społecznych.
W średniowieczu myśl polityczna w Europie rozwijana była głównie w obrębie ideologii chrześcijańskiej (na przykład Tomasz z Akwinu), choć istnieli również myśliciele niezależni od Kościoła (na przykład Marsyliusz z Padwy).
Przełomem w myśleniu o polityce stało się odrodzenie, szczególnie zaś doktryna Niccolò Machiavellego z jej centralną ideą „cel uświęca środki”.
XVII i XVIII wiek to okres wielkich teoretyków państwa liberalnego (John Locke, Jean-Jacques Rousseau) pozostających w stałym sporze z wcześniejszymi teoretykami „oświeconego absolutyzmu” (Thomas Hobbes – twórca koncepcji „wojny wszystkich ze wszystkimi”, Charles Louis Montesqieu – autor koncepcji trójpodziału władzy). Podczas Wielkiej Rewolucji Francuskiej narodziły się istniejące do dziś główne ideologie polityczne (liberalizm, konserwatyzm, socjalizm).
Wiek XIX to początek krystalizowania się partii politycznych i rozwoju innych instytucji demokratycznych. Na ten wiek przypada również wyodrębnianie się politologii jako osobnej dyscypliny naukowej: od 1819 roku nauczano jej na niektórych francuskich uniwersytetach, w 1872 roku powstała w Paryżu École Libre de Science Politique, a w 1876 na Uniwersytecie Columbia założono Graduate School of Political Science.

## Politologia w Polsce
W Polsce politologia wyodrębniła się z innych nauk społecznych na początku XX wieku – w 1902 roku we Lwowie powstała Szkoła Nauk Politycznych. W okresie międzywojennym największą uczelnią politologiczną była Szkoła Nauk Politycznych w Krakowie.
Po II wojnie światowej nastąpiło daleko idące uzależnienie nauk politycznych od oficjalnej ideologii, spotęgowane po 1948 roku zlikwidowaniem politologii akademickiej i zastąpieniem jej socjalizmem naukowym i stalinowską wersją marksizmu.
Przywrócenie politologii, związane z postępującymi ewolucyjnie po październiku 1956 roku procesami detotalitaryzacji, zapoczątkowało utworzenie w 1967 roku Instytutu Nauk Politycznych w Uniwersytecie Warszawskim. Pierwszy doktorat z politologii obroniono w tym Instytucie w 1971 roku, a habilitację w połowie lat siedemdziesiątych dwudziestego wieku. W latach siedemdziesiątych powstawały coraz liczniej politologiczne ośrodki dydaktyczne i badawcze w innych polskich uniwersytetach.
Od 1957 roku istnieje Polskie Towarzystwo Nauk Politycznych (PTNP) będące członkiem założycielem Międzynarodowego Towarzystwa Nauk Politycznych (IPSA).
Współcześnie politologia jest w Polsce dyscypliną badaną i nauczaną w prawie wszystkich polskich uniwersytetach oraz w wielu humanistycznych uczelniach prywatnych. Istnieje 20 naukowych ośrodków politologicznych posiadających uprawnienia do nadawania stopnia doktora:
1. Instytut Nauk Politycznych Uniwersytetu Śląskiego w Katowicach (INP UŚ) – z uprawnieniami do doktoryzowania i habilitowania na poziomie Wydziału Nauk Społecznych UŚ (WNS UŚ);
2. Instytut Nauk Politycznych i Stosunków Międzynarodowych Uniwersytetu Jagiellońskiego w Krakowie (INPiSM UJ) – z uprawnieniami do doktoryzowania oraz – na poziomie Wydziału Studiów Międzynarodowych i Politycznych UJ (WSMiP UJ) – do habilitowania;
3. Instytut Nauk Politycznych Uniwersytetu Jana Kochanowskiego w Kielcach (INP UJK) – z uprawnieniami do doktoryzowania na poziomie Wydziału Prawa, Administracji i Zarządzania UJK (WPAiZ UJK);
4. Instytut Nauk Politycznych Uniwersytetu Kazimierza Wielkiego w Bydgoszczy (INP UKW) – z uprawnieniami do doktoryzowania na poziomie Wydziału Humanistycznego UKW (WH UKW);
5. Instytut Nauk Politycznych Uniwersytetu Warmińsko-Mazurskiego w Olsztynie (INP UWM) – z uprawnieniami do doktoryzowania na poziomie Wydziału Nauk Społecznych UWM (WNS UWM);
6. Instytut Nauk Politycznych i Studiów Międzynarodowych Uniwersytetu Warszawskiego (INPSM UW) – z uprawnieniami do doktoryzowania i habilitowania na poziomie Wydziału Nauk Politycznych i Studiów Międzynarodowych UW (WNPSM UW);
7. Instytut Politologii i Europeistyki Uniwersytetu Szczecińskiego (IPiE USz) – z uprawnieniami do doktoryzowania na poziomie Wydziału Humanistycznego USz (WH USz);
8. Instytut Politologii Uniwersytetu Gdańskiego (IP UG) – z uprawnieniami do doktoryzowania;
9. Instytut Politologii Uniwersytetu Kardynała Stefana Wyszyńskiego w Warszawie (IP UKSW) – z uprawnieniami do doktoryzowania i habilitowania na poziomie Wydziału Nauk Historycznych i Społecznych UKSW (WNHiS UKSW);
10. Instytut Politologii Uniwersytetu Opolskiego (IP UO) – z uprawnieniami do doktoryzowania na poziomie Wydziału Historyczno-Pedagogicznego UO (WHP UO);
11. Instytut Politologii Uniwersytetu Pedagogicznego im. Komisji Edukacji Narodowej w Krakowie (IP UP KEN) – z uprawnieniami do doktoryzowania i habilitowania na poziomie Wydziału Humanistycznego UP KEN (WH UP KEN);
12. Instytut Politologii Uniwersytetu Wrocławskiego (IP UWr) – z uprawnieniami do doktoryzowania i habilitowania;
13. Instytut Studiów Politycznych Polskiej Akademii Nauk (ISP PAN) – z uprawnieniami do doktoryzowania oraz habilitowania;
14. Wydział Politologii i Dziennikarstwa Uniwersytetu Marii Curie-Skłodowskiej w Lublinie (WPiD UMCS) – z uprawnieniami do doktoryzowania i habilitowania;
15. Kolegium Ekonomiczno-Społeczne Szkoły Głównej Handlowej (KES SGH) – z uprawnieniami do doktoryzowania w zakresie nauk o polityce publicznej;
16. Wydział Nauk Politycznych Akademii Humanistycznej im. Aleksandra Gieysztora w Pułtusku (WNP AH) – z uprawnieniami do doktoryzowania;
17. Wydział Nauk Politycznych i Dziennikarstwa Uniwersytetu im. Adama Mickiewicza w Poznaniu (WNPiD UAM) – z uprawnieniami do doktoryzowania oraz habilitowania;
18. Wydział Politologii i Studiów Międzynarodowych Uniwersytetu Mikołaja Kopernika w Toruniu (WPiSM UMK) – z uprawnieniami do doktoryzowania i habilitowania;
19. Wydział Prawa, Administracji i Stosunków Międzynarodowych Krakowskiej Akademii im. Andrzeja Frycza Modrzewskiego (WPAiS KA AFM) – z uprawnieniami do doktoryzowania;
20. Wydział Studiów Międzynarodowych i Politologicznych Uniwersytetu Łódzkiego (WSMiP UŁ) – z uprawnieniami do doktoryzowania.

Po 2011 w Polsce zaszły istotne zmiany w strukturyzacji organizacyjno-naukowej nauk o polityce. Dyscyplinę włączono do obszaru nauk społecznych, wyłączając ją jednocześnie z obszaru nauk humanistycznych. Zmianie uległa także treść kształcenia oferowana studentom w ramach zajęć dydaktycznych na kierunkach proponowanych przez poszczególne polskie naukowe ośrodki politologiczne. Przyczyną tych zmian była przede wszystkim zmniejszająca się liczba studentów aplikujących na kierunki politologiczne, a w efekcie – zmniejszająca się liczba studentów przyjmowanych na I rok studiów, przy jednocześnie względnie stabilnej sytuacji kadrowej. Taki stan rzeczy spowodowany był zarówno ogólnymi tendencjami demograficznymi (efekt niżu demograficznego oddziałujący na cały system edukacji), jak i konsekwentnie realizowaną przez Ministerstwo Nauki i Szkolnictwa Wyższego strategią zniechęcania absolwentów szkół średnich do wyboru studiów o profilu humanistycznym lub społecznym i stymulowania zainteresowania kierunkami stosowanymi (aplikacyjnymi), to jest – powiązanymi z dziedzinami nauk technicznych lub nauk o życiu.
Zaobserwować jednocześnie można stopniowe odchodzenie od tego klasycznego podziału zajęć dydaktycznych. W wielu ośrodkach politologicznych wykłady prowadzone są przez adiunktów lub asystentów ze stopniem doktora, natomiast zajęcia konwersatoryjne/laboratoryjne prowadzą także samodzielni pracownicy naukowi. Coraz mniejszą część dydaktyki w ogólnym rozliczeniu godzinowym zajmują zresztą same wykłady: uznaje się je za najmniej efektywną formę nabywania wiedzy i umiejętności, postulując ich uzupełnianie o treści prezentowane audiowizualnie lub wręcz o dyskusję na określone tematy. Obok zajęć ćwiczeniowych lub konwersatoryjnych pojawiają się w programach studiów takie formy dydaktyczne, jak: warsztaty, zajęcia terenowe czy praktyki zawodowe. To zróżnicowanie wynika tyleż z oczekiwań samych studentów, którzy dysponują innymi umiejętnościami i kompetencjami niż studenci przed pięćdziesięciu czy stu laty, co z nacisków urzędników i potencjalnych pracodawców, którzy szkolnictwo wyższe coraz częściej traktują jako kolejny etap edukacji przygotowujący absolwentów do podjęcia pracy, nie zaś – jako szkołę myślenia analitycznego pozwalającą odnaleźć się w coraz bardziej skomplikowanej i zmiennej rzeczywistości społecznej.